# Scouleria aquatica
Scouleria aquatica är en bladmossart som beskrevs av W. J. Hooker in Drummond 1828. Scouleria aquatica ingår i släktet Scouleria och familjen Grimmiaceae. Inga underarter finns listade i Catalogue of Life.